# Sanja Jovanović
Sanja Jovanović (Dubrovnik, 15 september 1986) is een Kroatische zwemster. Zij vertegenwoordigde haar vaderland op de Olympische Zomerspelen 2004 in Athene, op de Olympische Zomerspelen 2008 in Peking en op de Olympische Zomerspelen 2012 in Londen. Op de kortebaan is Jovanović houdster van het wereldrecord op de 50 meter rugslag.

## Carrière
Bij haar internationale debuut, op de Europese kampioenschappen kortebaanzwemmen 2001 in Antwerpen, werd Jovanović uitgeschakeld in de halve finales van de 50 en de 100 meter rugslag en in de series van de 200 meter rugslag en de 50 meter vlinderslag.
Op de Europese kampioenschappen kortebaanzwemmen 2002 in Riesa eindigde de Kroatische als zesde op de 50 meter rugslag en als zevende op de 200 meter rugslag, op de 100 meter rugslag strandde ze in de halve finales.
In Barcelona nam Jovanović deel aan de wereldkampioenschappen zwemmen 2003, op dit toernooi werd ze uitgeschakeld in de halve finales van de 50, 100 en 200 meter rugslag. Tijdens de Europese kampioenschappen kortebaanzwemmen 2003 in Dublin eindigde de Kroatische als vijfde op de 50 meter rugslag, op de 100 meter rugslag werd ze uitgeschakeld in de halve finales en op de 200 meter rugslag in de series.
Op de Europese kampioenschappen zwemmen 2004 in Madrid veroverde Jovanović de bronzen medaille op de 200 meter rugslag en eindigde ze als zesde op de 50 meter rugslag, op de 100 meter rugslag strandde ze in de halve finales. Tijdens de Olympische Zomerspelen van 2004 in Athene werd de Kroatische uitgeschakeld in de halve finales van de 200 meter rugslag en in de series van de 100 meter rugslag. In Indianapolis nam Jovanović deel aan de wereldkampioenschappen kortebaanzwemmen 2004, op dit toernooi bereikte ze de vijfde plaats op de 50 meter rugslag en werd ze uitgeschakeld in de halve finales van de 100 meter rugslag en de series van de 200 meter rugslag. Op de Europese kampioenschappen kortebaanzwemmen 2004 in de Oostenrijkse hoofdstad Wenen eindigde de Kroatische als vijfde op de 100 meter rugslag en als zevende op de 50 meter rugslag, op de 200 meter rugslag strandde ze in de series.

### 2005-2008
Op de wereldkampioenschappen zwemmen 2005 in Montreal strandde Jovanović in halve finales van de 50 meter rugslag en in de series van de 100 meter rugslag. In Triëst, op de Europese kampioenschappen kortebaanzwemmen 2005, eindigde de Kroatische als vijfde op de 50 meter rugslag en als achtste op de 200 meter rugslag en werd ze uitgeschakeld in de halve finales van de 100 meter rugslag.
Tijdens de Europese kampioenschappen zwemmen 2006 in Boedapest eindigde Jovanović als achtste op de 50 meter rugslag, op de 100 en 200 meter rugslag strandde ze in de series. Op de Europese kampioenschappen kortebaanzwemmen 2006 in Helsinki bereikte de Kroatische de zesde plaats op de 50 meter rugslag, op de 100 en 200 meter rugslag en de 100 meter wisselslag werd ze uitgeschakeld in de series.
In Melbourne nam Jovanović deel aan de wereldkampioenschappen zwemmen 2007, op dit toernooi werd ze uitgeschakeld in de halve finales van de 100 meter rugslag en in de series van de 50 en de 200 meter rugslag. Op de Europese kampioenschappen kortebaanzwemmen 2007 in Debrecen veroverde de Kroatische de Europese titel op de 50 meter rugslag, in een wereldrecord. Op de 100 meter rugslag sleepte ze de zilveren medaille in de wacht en op de 200 meter rugslag strandde ze in de series. Op de 4x50 meter vrije slag en de 4x50 meter wisselslag eindigde ze samen met Monika Babok, Smiljana Marinović en Maja Pavlović als zevende.
Op de Europese kampioenschappen zwemmen 2008 in Eindhoven sleepte Jovanović de bronzen medaille in de wacht op de 50 meter rugslag en eindigde ze als vierde op de 100 meter rugslag. Enkele weken later nam de Kroatische deel aan de wereldkampioenschappen kortebaanzwemmen 2008 in Manchester. Op dit toernooi veroverde ze de wereldtitel op de 50 meter rugslag, ze verbeterde haar eigen wereldrecord, en de bronzen medaille op de 100 meter rugslag. Tijdens de Olympische Zomerspelen van 2008 in Peking strandde Jovanović in de series van de 100 en de 200 meter rugslag. Op de Europese kampioenschappen kortebaanzwemmen 2008 voor eigen publiek, in Rijeka, wist de Kroatische de Europese titel op de 50 meter rugslag te prolongeren, ze verbeterde opnieuw het wereldrecord. Op de 100 meter rugslag sleepte ze de Europese titel in de wacht, ditmaal verbeterde ze het Europees record.

### 2009-heden
In Rome nam Jovanović deel aan de wereldkampioenschappen zwemmen 2009, op dit toernooi werd ze uitgeschakeld in de halve finales van de 50 meter rugslag en in de series van de 100 meter rugslag. Tijdens de Europese kampioenschappen kortebaanzwemmen 2009 in Istanboel prolongeerde de Kroatische haar Europese titel op de 50 meter rugslag, op de 100 meter rugslag behaalde ze de zilveren medaille. Samen met Lidija Franić, Lana Dragojević en Monika Babok strandde ze in de series van de 4x50 meter wisselslag.
Op de Europese kampioenschappen kortebaanzwemmen 2010 in Eindhoven werd Jovanović voor de vierde maal Europees kampioene op de 50 meter rugslag, op de 100 meter rugslag werd ze uitgeschakeld in de series. Op de 4x50 meter vrije slag eindigde ze samen met Valery Svigir, Matea Samardzić en Anja Trisić op de achtste plaats. In Dubai nam de Kroatische deel aan de wereldkampioenschappen kortebaanzwemmen 2010, op dit toernooi strandde ze in de series van zowel de 50 als de 100 meter rugslag.
Tijdens de wereldkampioenschappen zwemmen 2011 in Shanghai werd Jovanović uitgeschakeld in de series van zowel de 50 als de 100 meter rugslag. Op de Europese kampioenschappen kortebaanzwemmen 2011 in Szczecin strandde de Kroatische in de halve finales van de 50 meter rugslag en in de series van de 200 meter wisselslag.
In Debrecen nam Jovanović deel aan de Europese kampioenschappen zwemmen 2012. Op dit toernooi veroverde ze de zilveren medaille op de 50 meter rugslag, op de 100 meter rugslag werd ze uitgeschakeld in de halve finales. Tijdens de Olympische Zomerspelen van 2012 in Londen strandde de Kroatische in de series van de 100 meter rugslag. Op de Europese kampioenschappen kortebaanzwemmen 2012 in Chartres sleepte Jovanović de zilveren medaille in de wacht op de 50 meter rugslag, op de 100 meter wisselslag werd ze uitgeschakeld in de halve finales. In Istanboel nam de Kroatische deel aan de wereldkampioenschappen kortebaanzwemmen 2012, op dit toernooi strandde ze in de halve finales van de 50 meter rugslag.

## Internationale toernooien
| Jaar | Olympische Spelen                 | WK langebaan                                                            | WK kortebaan                                     | EK langebaan                                     | EK kortebaan                                                                              |
| ---- | --------------------------------- | ----------------------------------------------------------------------- | ------------------------------------------------ | ------------------------------------------------ | ----------------------------------------------------------------------------------------- |
| 2001 |                                   | geen deelname                                                           |                                                  |                                                  | 9e 50m rugslag 10e 100m rugslag 14e 200m rugslag 30e 50m vlinderslag                      |
| 2002 |                                   |                                                                         | geen deelname                                    | geen deelname                                    | 6e 50m rugslag 11e 100m rugslag 7e 200m rugslag                                           |
| 2003 |                                   | 13e 50m rugslag 12e 100m rugslag 15e 200m rugslag 15e 4x200m vrije slag |                                                  |                                                  | 5e 50m rugslag 10e 100m rugslag 11e 200m rugslag 12e 4x50m vrije slag                     |
| 2004 | 17e 100m rugslag 13e 200m rugslag |                                                                         | 5e 50m rugslag 11e 100m rugslag 12e 200m rugslag | 6e 50m rugslag · 11e 100m rugslag · 200m rugslag | 7e 50m rugslag 5e 100m rugslag 12e 200m rugslag 13e 4x50m vrije slag 12e 4x50m wisselslag |
| 2005 |                                   | 10e 50m rugslag 24e 100m rugslag                                        |                                                  |                                                  | 5e 50m rugslag 9e 100m rugslag 8e 200m rugslag 12e 4x50m vrije slag                       |
| 2006 |                                   |                                                                         | geen deelname                                    | 8e 50m rugslag 17e 100m rugslag 22e 200m rugslag | 6e 50m rugslag 18e 100m rugslag 16e 200m rugslag 23e 100m wisselslag                      |
| 2007 |                                   | 23e 50m rugslag 11e 100m rugslag 30e 200m rugslag                       |                                                  |                                                  | 50m rugslag · 100m rugslag · 25e 200m rugslag · 7e 4x50m vrije slag · 7e 4x50m wisselslag |
| 2008 | 22e 100m rugslag 31e 200m rugslag |                                                                         | 50m rugslag · 100m rugslag                       | 50m rugslag · 4e 100m rugslag                    | 50m rugslag · 100m rugslag · 13e 4x50m vrije slag                                         |
| 2009 |                                   | 14e 50m rugslag 23e 100m rugslag                                        |                                                  |                                                  | 50m rugslag · 100m rugslag · 17e 4x50m wisselslag                                         |
| 2010 |                                   |                                                                         | 21e 50m rugslag 32e 100m rugslag                 | geen deelname                                    | 50m rugslag · 20e 100m rugslag · 8e 4x50m vrije slag                                      |
| 2011 |                                   | 22e 50m rugslag 31e 100m rugslag                                        |                                                  |                                                  | 12e 50m rugslag 40e 200m wisselslag                                                       |
| 2012 | 36e 100m rugslag                  |                                                                         | 12e 50m rugslag                                  | 50m rugslag · 13e 100m rugslag                   | 50m rugslag · 13e 100m wisselslag                                                         |

## Persoonlijke records
Bijgewerkt tot en met 12 december 2009

### Kortebaan
| Afstand      | Tijd    | Datum            | Plaats    |
| ------------ | ------- | ---------------- | --------- |
| 050m rugslag | 25,70   | 12 december 2009 | Istanboel |
| 100m rugslag | 56,87   | 12 december 2008 | Rijeka    |
| 200m rugslag | 2.09,66 | 24 november 2007 | Zagreb    |

### Langebaan
| Afstand      | Tijd    | Datum         | Plaats    |
| ------------ | ------- | ------------- | --------- |
| 50m rugslag  | 28,05   | 21 juni 2008  | Zagreb    |
| 100m rugslag | 1.00,64 | 21 maart 2008 | Eindhoven |
| 200m rugslag | 2.12,65 | 21 juni 2008  | Zagreb    |